# 杨海坤
杨海坤（1944年—），汉族，中华人民共和国政治人物、第十一届全国政协委员。
担任苏州大学教授东吴比较法研究所所长、博士生导师。2008年，当选第十一届全国政协委员，代表社会科学界，分入第三十三组。并担任社会和法制委员会专委。